# Spațiu cu măsură
Un spațiu cu măsură este un obiect de bază în teoria măsurii, o ramură a matematicii care studiază noțiuni generalizate ale volumelor. Conține o mulțime subiacentă, submulțimile acestei mulțimi care sunt fezabile pentru măsurare (σ-algebra) și metoda care este folosită pentru măsurare (măsura). Un exemplu important de spațiu cu măsură este un spațiu de probabilitate.
Un spațiu măsurabil este format din primele două componente fără o măsură specifică.

## Definiție
Un spațiu cu măsură este un triplet {\displaystyle (X,{\mathcal {A}},\mu ),} unde
- {\displaystyle X} este o mulțime;
- {\displaystyle {\mathcal {A}}} este o σ-algebră pe mulțimea {\displaystyle X};
- {\displaystyle \mu } este o măsură pe {\displaystyle (X,{\mathcal {A}})}.

Cu alte cuvinte, un spațiu cu măsură constă dintr-un spațiu măsurabil {\displaystyle (X,{\mathcal {A}})} împreună cu o măsură pe el.

## Exemplu
Fie {\displaystyle X=\{0,1\}}. {\textstyle \sigma }-algebra pe mulțimi finite este de obicei mulțimea părților, care este mulțimea tuturor submulților (ale unei mulțimi date) și este notată cu {\textstyle \wp (\cdot ).} Respectând această convenție, alegem {\displaystyle {\mathcal {A}}=\wp (X).}
În acest caz simplu, mulțimea părților poate fi scrisă în mod explicit: {\displaystyle \wp (X)=\{\varnothing ,\{0\},\{1\},\{0,1\}\}.}
Ca măsură, definim {\textstyle \mu } prin {\displaystyle \mu (\{0\})=\mu (\{1\})={\frac {1}{2}},} deci {\textstyle \mu (X)=1} (din aditivitatea măsurilor) și {\textstyle \mu (\varnothing )=0} (din definiția măsurilor).
Aceasta conduce la spațiul cu măsură {\textstyle (X,\wp (X),\mu ).} Este un spațiu de probabilitate, deoarece {\textstyle \mu (X)=1.} Măsura {\textstyle \mu } corespunde distribuției Bernoulli cu {\textstyle p={\frac {1}{2}},} care este folosită, de exemplu, pentru a modela o monedă ideală.

## Clase importante de spații cu măsură
Cele mai importante clase de spații cu măsură sunt definite de proprietățile măsurilor asociate acestora. Aceasta include, în ordine crescătoare a generalității:
- Spații de probabilitate, un spațiu cu măsură unde măsura este o măsură de probabilitate[1]
- Spații de măsură finită, unde măsura este o măsură finită[3]
- {\displaystyle \sigma }-spații de măsură finită, unde măsura este o {\displaystyle \sigma }-măsură finită[3]

O altă clasă de spații cu măsură sunt spațiile cu măsură completă.